# Balaenanemertes chavesi
Balaenanemertes chavesi är en djurart som tillhör fylumet slemmaskar, och som först beskrevs av Louis Joubin 1906.  Balaenanemertes chavesi ingår i släktet Balaenanemertes och familjen Balaenanemertidae. Inga underarter finns listade i Catalogue of Life.